# 国道329号

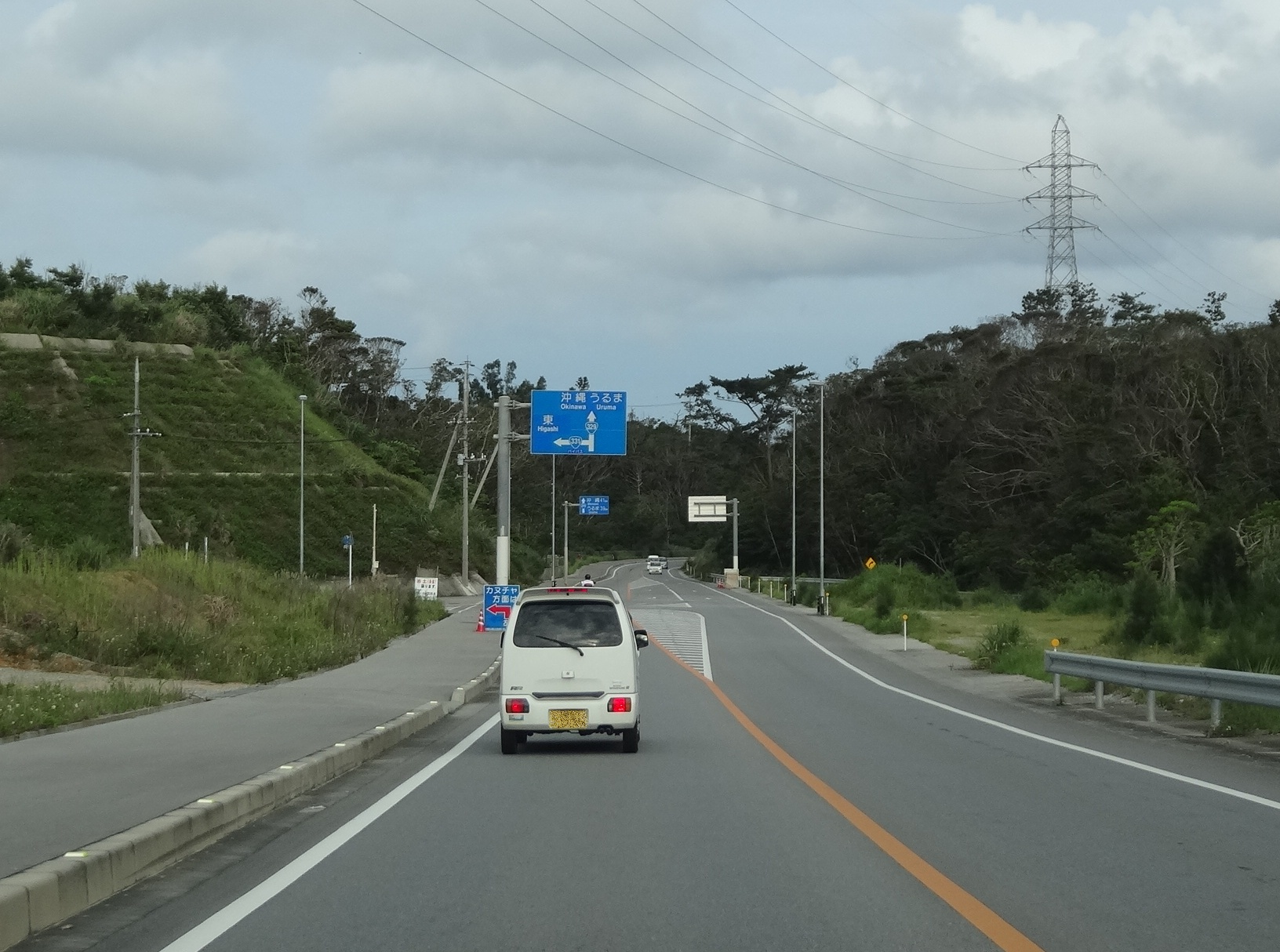
名護市辺野古・国道331号二見バイパス分岐点（沖縄市方面）

国道329号（こくどう329ごう）は、沖縄県名護市から沖縄本島の東海岸を南下し、那覇市に至る一般国道である。

## 概要
沖縄本島東海岸を縦断する。

### 路線データ
一般国道の路線を指定する政令に基づく起終点および重要な経過地は次のとおり。
- 起点：名護市（世冨慶交差点 = 国道58号交点）
- 終点：那覇市（明治橋交差点 = 国道58号終点）
- 重要な経過地：石川市[注釈 2]、具志川市[注釈 2]、沖縄市、沖縄県島尻郡与那原町、同郡南風原町
- 総延長 : 91.8 km[2][注釈 3]
- 重用延長 : なし[2][注釈 3]
- 未供用延長 : なし[2][注釈 3]
- 実延長 : 91.8 km[2][注釈 3]
  - 現道 : 78.1 km[2][注釈 3]
  - 旧道 : 6.9 km[2][注釈 3]
  - 新道 : 6.8 km[2][注釈 3]
- 指定区間：名護市字世冨慶世冨慶原4番1 - 那覇市旭町46番（全線）[3]

## 歴史
- 1953年（昭和28年） - 以下の区間が軍道・琉球政府道に指定される
  - 軍道13号線  久志村（現名護市）辺野古 - 宜野座村潟原・金武村（現金武町）屋嘉 - 与那原町与那原
  - 政府道13号線 国頭村奥 - 金武村（現金武町）屋嘉・与那原町上与那原 - 糸満町（現糸満市糸満）糸満漁港
  - 政府道44号線  与那原町森下 - 那覇市東町・佐敷町（現南城市佐敷）新里 - 知念村（現南城市知念）久手堅
  - 政府道122号線  名護町（現名護市）世冨慶 - 久志村（現名護市）二見
- 1972年（昭和47年）5月15日 - 本土復帰と同時に以下の区間が一般国道329号（名護市 - 那覇市）として指定される。
  - 軍道13号線  全区間
  - 政府道13号線  名護市二見 - 辺野古・与那原町与那原 - 上与那原
  - 政府道44号線  那覇市旭町 - 与那原町与那原
  - 政府道122号線  全区間
- 1975年（昭和50年）5月 - 沖縄自動車道が本路線の一般有料道路のバイパスとして開通（当時は石川IC - 許田IC間のみ）。
- 1976年（昭和51年）12月 - 南風原村（現南風原町）兼城 - 那覇市古波蔵間（那覇向け）で朝のバスレーン規制が開始される。
- 1980年（昭和55年）頃 - 那覇市国場 - 旭町間で中央線変移規制始まる。
- 1980年代後半 - これまで全線最高速度40 km/h規制だったのが一部区間で50 km/hに引き上げられる。同時に石川市（現うるま市石川）東恩納 - 那覇市旭町間が全線4車線となる。
- 1987年（昭和62年）10月8日 - 沖縄自動車道の石川IC - 那覇IC間開通で全線高速自動車国道に編入され、国道329号の一般有料道路バイパスとしての指定が解除される。
- 1988年（昭和63年） - 沖縄自動車道 - 那覇空港とを結ぶ那覇空港自動車道が本路線の自動車専用道路として事業化される。1993年（平成5年）にこの部分だけ別に一般国道506号となる。
- 1992年（平成4年） - 名護市世冨慶 - 二見間の高架橋も備えた名護横断道路が開通、また那覇市鏡原町 - 明治橋間の那覇東バイパスが部分開通。1993年には豊見城村（現豊見城市）真玉橋とを結ぶとよみ大橋が開通。
- 1994年（平成6年） - 名護市辺野古の辺野古バイパスが開通。
- 1996年（平成8年） - 石川市（現うるま市石川）赤崎 - 伊波間の石川バイパスが部分開通。
- 1999年（平成11年） - 那覇東バイパス（那覇市上間 - 旭町）が全線4車線で開通。
- 2005年（平成17年） - 石川バイパス（うるま市石川赤崎 - 沖縄市登川）が全線4車線で開通。
- 2007年（平成19年） - 那覇市上間 - 旭町の区間が那覇東バイパスに一本化され（本線を同バイパスへ移動）、並行する旧道区間を指定区間から外し沖縄県へ管理を移した上で、上間 - 古波蔵間は国道507号、古波蔵 - 旭町間は国道330号にそれぞれ路線名を変更。
- 2016年（平成28年） - 宜野座改良の全線開通に伴い新道と並行する旧道区間が宜野座村道となった[4]。石川バイパスと並行する区間が沖縄県道255号石川池原線となった[5]。
- 2019年（平成31年）3月30日 - 金武バイパスが全線開通[6]。
- 2022年（令和4年）3月6日 - 与那原バイパスが全線開通[7]。

## 路線状況

### バイパス
- 名護横断道路（名護市字世冨慶 - 二見）
- 宜野座バイパス（国頭郡宜野座村字宜野座 - 字漢那）
- 金武バイパス（国頭郡金武町字金武中川 - 字金武浜田）[6]
- 石川バイパス（国頭郡金武町字屋嘉 - 沖縄市後原交差点）
- 西原バイパス（中頭郡中城村津覇 - 中頭郡西原町小那覇）（事業中[8]）
- 与那原バイパス（中頭郡西原町字小那覇 - 島尻郡南風原町字与那覇）
- 南風原バイパス（島尻郡南風原町字与那覇 - 那覇市字上間）
- 那覇東バイパス（那覇市字上間 - 那覇市旭町）

### 重複区間
- 国道331号（名護市字二見 - 島尻郡与那原町字与那原）
- 国道507号（那覇市字上間 - 那覇市字仲井真）
- 国道58号（那覇市旭町・旭橋交差点 - 那覇市・明治橋交差点（終点））

### 旧道
- E58 沖縄自動車道（許田IC - 石川IC）
  - 1975年（昭和50年）に、国道329号の一般有料道路バイパスとして石川IC - 許田IC間が「沖縄自動車道」の名称で開通。のちに石川 - 那覇間が高速自動車国道の予定路線に指定されたことにより、1987年（昭和62年）の石川IC - 那覇IC間の開通伴い一般国道から高速自動車国道へ格上げされた[9]。
- 国道507号（那覇市上間 - 古波蔵）、国道330号（那覇市古波蔵 - 旭町旭橋交差点）
  - 1999年（平成11年）に那覇東バイパス（那覇市上間 - 旭町明治橋交差点）が全線開通し、2007年（平成19年）に本線を同バイパスに一本化されたため、同バイパスに並行する現道区間を沖縄県に移管したうえで上間交差点 - 古波蔵交差点間は国道507号、古波蔵交差点 - 旭橋交差点を国道330号に変更。いずれも国道329号だった頃から重複区間だったが、上間交差点 - 国場交差点の国道507号は本線が国場交差点で分岐するためバイパス扱いになっている（津嘉山バイパス入口 - 上間交差点間は国道329号と重複区間であるため）。また上間 - 古波蔵のバス専用レーン、国場 - 泉崎の中央線変移の各規制区間も引き継がれた。
- 沖縄県道255号石川池原線（うるま市石川東山本町赤崎交差点 - 沖縄市池原）
  - 2005年（平成17年）に石川バイパスが全線開通し、2016年（平成28年）にこの区間の本線を同バイパスに一本化されたため、同バイパスに並行する現道区間を新設された県道255号に降格。この際4車線区間（うるま市石川東恩納 - 沖縄市池原）の通行区分規制も引き継がれたが2021年（令和3年）3月に解除された[10]。一方、国道番号標識が設置された箇所に県道番号標識を設置されることなく撤去された（距離や交差点を案内する標識は県道番号に貼り替えらえている）。

### バスレーン
- 南風原町兼城交差点 - 那覇市上間交差点（那覇市内方面のみ、バス専用レーン・平日7:30 - 9:00）

### 路線バス

#### 名護市 - 沖縄市コザ十字路を通る路線
- 22番・名護うるま線（沖縄バス） 名護市世冨慶 - うるま市石川東山本町（赤崎交差点）
- 48番・石川読谷線（沖縄バス） うるま市石川東山 - 石川東山本町（赤崎交差点）
- 62番・中部線（琉球バス交通） 沖縄市知花交差点 - コザ十字路
- 75番・石川北谷線（琉球バス交通） うるま市石川東山 - 石川東山本町（赤崎交差点）、沖縄市池原 - コザ十字路
- 77番・名護東（辺野古）線（沖縄バス） 名護市世冨慶 - うるま市石川東山本町（赤崎交差点）
- 78番・名護東部線（琉球バス交通・沖縄バス共同運行） 名護市世冨慶 - 二見
- 90番・知花（バイパス）線（琉球バス交通） 沖縄市池原 - コザ十字路
- 123番・石川空港線（琉球バス交通） うるま市石川東山 - 石川東山本町（赤崎交差点）、沖縄市池原 - コザ十字路
- 190番・知花空港線（琉球バス交通）　沖縄市池原 - コザ十字路

#### 沖縄市コザ十字路 - 那覇市を通る路線
（コザ十字路以北 - 那覇市方面を通る路線も含む。ただし、与那原交差点 - 那覇市内を通る路線は除く。）
- 27番・屋慶名線（沖縄バス） 沖縄市コザ十字路 - 照屋入口交点（具志川高校経由のみ）
- 30番・泡瀬東線（東陽バス） 沖縄市美里 - コザ十字路 - 那覇市上間
- 31番・泡瀬西線（東陽バス） 沖縄市コザ十字路 - 高原交差点
- 52番・与勝線（沖縄バス） 沖縄市コザ十字路 - 北中城村渡口
- 60番・泡瀬イオンモールライカム線（東陽バス） 沖縄市コザ十字路 - 高原交差点
- 61番・前原線（沖縄バス） 沖縄市コザ十字路 - 北中城村渡口
- 110番・長田具志川線（琉球バス交通） 沖縄市コザ十字路 - 照屋入口交点
- 233番・西原てだこ線（那覇バス） 西原町嘉手苅 - 与那城
- 331番・急行バス（久茂地経由）（東陽バス） 沖縄市コザ十字路 - 高原交差点
- 333番・那覇西原（末吉）線（那覇バス） 西原町嘉手苅 - 与那城
- 346番・那覇西原（鳥堀）線（那覇バス） 西原町嘉手苅 - 与那城

#### 与那原町 - 那覇市のみを通る路線
- 6番・那覇おもろまち線（那覇バス市内線）  豊見城市真玉橋 - とよみ大橋入口（豊見城高校前経由のみ）
- 15番・寒川線（那覇バス） 南風原町兼城沖縄盲学校入口 - 那覇市上間交差点
- 36番・糸満新里線（沖縄バス） 与那原町与那原交差点 - 上与那原
- 37番・那覇新開線（東陽バス） 与那原町与那原 - 那覇市上間
- 38番・志喜屋線（東陽バス） 与那原町与那原 - 那覇市上間
- 39番・南城線（沖縄バス） 与那原町与那原 - 那覇市上間
- 40番・大里線（沖縄バス） 南風原町兼城 - 那覇市上間
- 45番・与根線（那覇バス） 豊見城市真玉橋 - とよみ大橋入口（豊見城高校前経由のみ）
- 105番・豊見城市内一周線（琉球バス交通） 豊見城市嘉数 - 那覇市古波蔵新那覇大橋交差点
- 191番・城間（一日橋）線（東陽バス） 与那原町与那原 - 那覇市上間
- 309番・大里結の街線（沖縄バス） 南風原町兼城 - 那覇市上間
- 338番・斎場御嶽線（東陽バス）  与那原町与那原 - 那覇市上間
- 339番・南城結の街線（沖縄バス）  与那原町与那原 - 那覇市上間
- 391番・城間（サンエーパルコシティー）線（東陽バス） 与那原町与那原 - 那覇市上間

## 地理

### 通過する自治体
- 沖縄県
  - 名護市 - 国頭郡宜野座村 - 国頭郡金武町 - うるま市 - 沖縄市 - 中頭郡北中城村 - 中頭郡中城村 - 中頭郡西原町 - 島尻郡与那原町 - 島尻郡南風原町 - 那覇市 - 豊見城市 - 那覇市

### 交差する道路
- 国道58号 （名護市・世冨慶交差点）
  - 名護東道路（名護市・世冨慶IC）
- 国道331号 （名護市二見（東村方面、旧道）、名護市辺野古（二見バイパス）、与那原町与那原交差点（糸満・南城方面））
- 沖縄県道13号線（名護市久志）
- 沖縄県道71号名護宜野座線（宜野座村松田）
- 沖縄県道234号漢那松田線（宜野座村松田・漢那）
- E58 沖縄自動車道
  - 宜野座インターチェンジ（宜野座村宜野座）
  - 金武インターチェンジ（金武町金武）
  - 石川インターチェンジ（うるま市石川）
  - 沖縄北インターチェンジ（沖縄市登川）
- 沖縄県道104号線（金武町金武）
- 沖縄県道88号屋嘉恩納線（金武町屋嘉）
- 沖縄県道73号石川仲泊線（うるま市石川東山本町）
- 沖縄県道255号石川池原線（うるま市石川東山本町・沖縄市池原）
- 沖縄県道6号線（うるま市東恩納）
- 沖縄県道75号沖縄石川線（沖縄市宮里コザ十字路）
- 沖縄県道36号線（沖縄市池原（現道）・登川（バイパス））
- 沖縄県道16号線（沖縄市知花）
- 沖縄県道74号沖縄嘉手納線（同）
- 沖縄県道85号沖縄環状線（沖縄市美里・高原）
- 国道330号（沖縄市照屋コザ十字路）
- 沖縄県道20号線（沖縄市高原）
- 沖縄県道33号具志川沖縄線（同）
- 沖縄県道22号線（沖縄市比屋根）
- 沖縄県道81号宜野湾北中城線（北中城村渡口交差点）
- 沖縄県道227号沖縄県総合運動公園線（同）
- 沖縄県道146号線（中城村添石中城公園入口交差点）
- 沖縄県道35号線（中城村奥間交差点）
- 沖縄県道34号宜野湾西原線（西原町内間交差点）
- 沖縄県道38号浦添西原線（西原町嘉手苅小那覇交差点）
- 沖縄県道240号南風原与那原線（与那原町与那原、南風原町新川（南風原バイパス））
- 沖縄県道77号糸満与那原線（与那原町与那原交差点 - 上与那原交差点、西原町東崎（与那原バイパス））
- 沖縄県道236号玉城那覇自転車道線（沖縄のみち自転車道・南風原町与那覇）
- 那覇空港自動車道（国道506号 南風原道路）
  - 南風原北インターチェンジ（南風原町宮平）
- 沖縄県道222号真地泉崎線（那覇市真地（南風原バイパス））
- 沖縄県道82号那覇糸満線（南風原町兼城交差点(糸満・八重瀬方面)・那覇市上間交差点(環状2号・首里方面)）
- 沖縄県道241号宜野湾南風原線（南風原町兼城）
- 国道507号（那覇市上間 - 仲井真）
- 沖縄県道11号線（豊見城市真玉橋）
- 沖縄県道221号那覇内環状線（那覇市古波蔵新那覇大橋交差点）